# Honvié
Honvié è un arrondissement del Benin situato nella città di Adjarra (dipartimento di Ouémé) con 13.317 abitanti (dato 2006).